# Benjamin Tyler Henry
Benjamin Tyler Henry, ameriški izumitelj in orožar, * 1821, † 1898.
Henry se je sredi petdesetih let 19. stoletja zaposlil pri Oliverju Winchestru v njegovem podjetju New Haven Arms Company, kamor je prišel, da bi pomagal pri razvoju puške Volcanic. 16. oktobra 1860 je nato pridobil patent za lastno repetirko Henry.